# Glomeris perplexa
Glomeris perplexa är en mångfotingart som beskrevs av Robert Latzel 1895. Glomeris perplexa ingår i släktet Glomeris och familjen klotdubbelfotingar. Inga underarter finns listade i Catalogue of Life.